# Butambala
Butambala is een district in het centrum van Oeganda. Het administratief centrum van het district bevindt zich in Gombe. Het district telde in 2014 100.840 inwoners en in 2020 naar schatting 107.800 inwoners op een oppervlakte van 405 km². Meer dan 84% van de bevolking woont op het platteland.
Het district werd opgericht in 2010 toen Butambala en Gomba werden afgesplitst van het district Mpigi.